# Charles-Georges Fenouillot de Falbaire de Quingey
Pour les articles homonymes, voir Quingey (homonymie).
Charles-Georges Fenouillot de Falbaire de Quingey, né le 16 juillet 1727 à Salins-les-Bains et mort à Sainte-Menehould le 28 octobre 1800, est un dramaturge français.

## Biographie

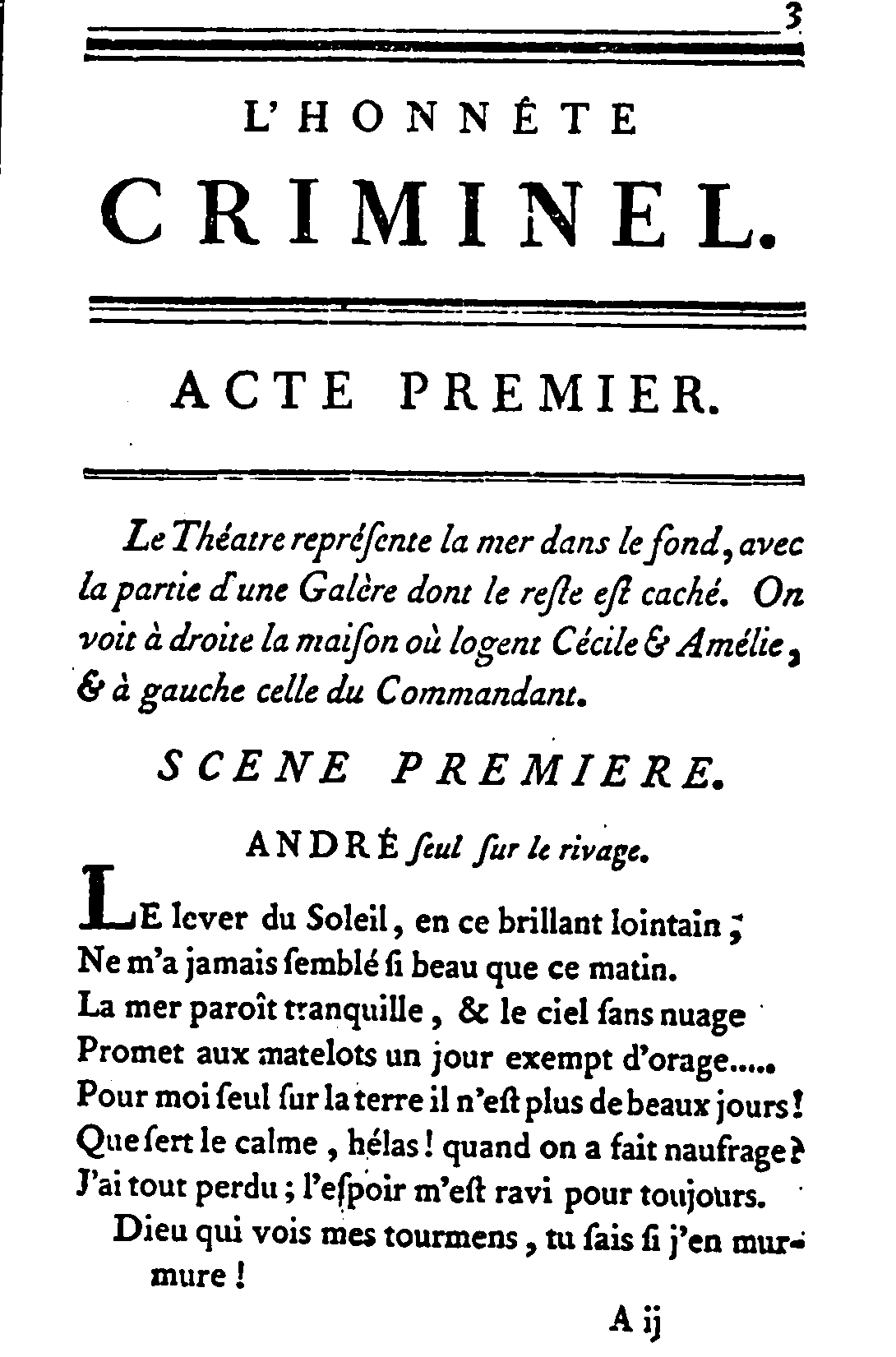
« Pour moi seul sur la terre il n'est plus de beaux jours !
Que sert le calme, hélas ! quand on a fait naufrage ?
J'ai tout perdu ; l'espoir m'est ravi pour toujours. » (acte I, scène 1)

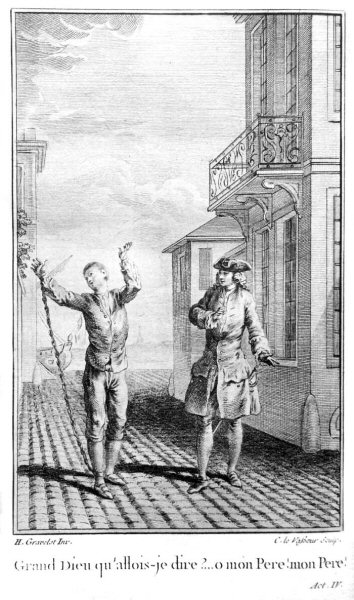
« Grand Dieu, qu'allais-je dire ?
Ô mon Père, mon Père ! » (acte IV)
Gravure par Jean-Charles Levasseur.

Ayant obtenu un emploi dans les finances,,, il se lance dans le théâtre en s'inspirant de la Poétique française de Jean-François Marmontel, lequel se proposait de rajeunir la tragédie en y introduisant des héros bourgeois et en y représentant des événements modernes. Marmontel avait cité comme exemple d'un tel sujet l'histoire de Jean Fabre, un protestant qui s'était fait mettre aux galères pour épargner ce supplice à son vieux père. Fenouillot écrit alors L'Honnête Criminel. Jouée pour la première fois dans le théâtre privé de l'hôtel de la duchesse de Villeroy en 1768, la pièce est interdite de représentation à Paris par le ministre Louis Phélypeaux de Saint-Florentin. Considérée dès lors comme une protestation contre l'intolérance, elle attire une attention considérable. Voltaire fait son éloge et la princesse Marie-Antoinette la fait jouer en sa présence, en 1769. Par la suite, la pièce est acclamée à Bruxelles, à Maastricht, à Toulouse et en Italie et fait l'objet d'une imitation par Gaspar Melchor de Jovellanos.
La deuxième pièce de Fenouillot de Falbaire, une comédie intitulée Les Deux Avares et accompagnée de la musique d'André Grétry, remporte en 1770 un succès honorable à Fontainebleau et à Paris, mais elle est mise en pièces par la critique. « Hélas ! écrit le baron Grimm, ce pauvre Fenouillot n'a qu'un malheur et un tort, c'est d’être un peu bête ». Viennent ensuite : Le Fabricant de Londres, qui tombe à Paris dès sa première représentation en 1771 mais qui est applaudie à Venise et à Vienne ; Sémire et Mélide ou le Navigateur, agrémentée de la musique de Philidor, qui est répétée à l'Opéra de Paris mais jouée seulement à Bruxelles ; L'École des mœurs, qui tombe lors de la première à la Comédie-Française en 1776, mettant ainsi fin à la carrière théâtrale de son auteur.
Fenouillot de Falbaire subit vers cette époque un autre revers de fortune lorsque sa femme, de vingt-six ans sa cadette, devient la maîtresse du financier Nicolas Beaujon. Il se fait alors nommer régisseur des salines de Salins, puis, en 1782, inspecteur général des salines de Franche-Comté, de Lorraine et des Trois-Évêchés. Ses fonctions l'ayant amené à se heurter aux intérêts des fermiers généraux, il est destitué en 1787. Il publie cette année-là ses Œuvres, deux volumes dans lesquels il réunit ses pièces, dont plusieurs n'ont jamais été jouées, ainsi que quelques poésies et écrits théoriques.
Lors de la Révolution, L'Honnête Criminel triomphe enfin à Paris au Théâtre de la Nation le 4 janvier 1790. Cette pièce, disent Charles-Guillaume Étienne et Alphonse Martainville, est « écrite en vers souvent très heureux ; les situations en sont attachantes ; elle fait couler de douces larmes et, en admettant le genre des drames, il faut convenir que celui-ci est un des meilleurs qui aient paru sur le théâtre ». Ce nouveau succès de L'Honnête Criminel, qui connaît une centaine de représentations jusqu'en 1799, vaut à Fenouillot de Falbaire d'être nommé « commissaire du gouvernement près le Théâtre de l'Odéon ». En 1795, il se voit accorder un modeste pécule en récompense de ses travaux littéraires, mais, ayant échoué à obtenir un poste de quelque importance, il meurt, amer et ruiné, en 1800.
À la demande de son ami Denis Diderot, Fenouillot de Falbaire a par ailleurs contribué à trois articles de l'Encyclopédie, dont le plus notable est celui qu'il a consacré aux « salines ».

## Œuvres
Théâtre
- L'Honnête Criminel, ou l'Amour filial, drame en 5 actes et en vers, publiée en 1767 et jouée à Paris, chez M. de Villeroy, Comédiens français, 2 février 1768 ; Paris, Théâtre de la Cour, Comédiens ordinaires du Roi, 10 juillet 1769. Texte en ligne
- Les Deux Avares, comédie en 2 actes, mêlée d'ariettes, Fontainebleau, devant Sa Majesté, 27 octobre et 7 novembre 1770 ; Paris, Théâtre Italien, 6 décembre 1770
- Les Jammabos, ou les Moines japonois, tragédie dédiée aux mânes de Henri IV, et suivie de remarques historiques (1779) Texte en ligne
- Le Fabricant de Londres, drame en 5 actes et en prose, Paris, Comédie-Française, 12 janvier 1771
- Sémire et Mélide ou le Navigateur, Bruxelles, Grand Théâtre de la Monnaie, 27 septembre 1773
- L'École des mœurs, ou les Suites du libertinage, drame en 5 actes et en vers, Paris, Comédie-Française, 13 mai 1776
- L'Honnête Homme, ou l'Innocence reconnue, drame en cinq actes & en vers (1790) Texte en ligne

Varia
- Avis aux gens de lettres contre les prétensions des libraires (1770) Texte en ligne
- Œuvres de M. de Falbaire de Quingey (2 volumes, 1787)
- La Rencontre d'auberge, ou le Déjeuner breton (1789)
- Mémoire adressé au Roi et à l'Assemblée nationale, sur quelques abus et particulièrement contre une vexation de M. Doüet de La Boullaye (1789)
- Mémoire de l'auteur de l'Honnête criminel contre les Comédiens français ordinaires du roi, suivi de la délibération du comité des auteurs dramatiques (1790)
- Lettre adressée le 3 septembre 1790 à M. Necker, et suivie de quelques réflexions, tant sur sa retraite que sur la continuation de l'existence ministérielle de M. Lambert, encore à présent contrôleur général des finances (1790)